# 前562年
| 千纪： | 前1千纪 |
| 世纪： | 前7世纪 \| 前6世纪 \| 前5世纪 |
| 年代： | 前590年代 \| 前580年代 \| 前570年代 \| 前560年代 \| 前550年代 \| 前540年代 \| 前530年代 |
| 年份： | 前567年 \| 前566年 \| 前565年 \| 前564年 \| 前563年 \| 前562年 \| 前561年 \| 前560年 \| 前559年 \| 前558年 \| 前557年                                                                            |
| 纪年： | 周灵王十年 魯襄公十一年 齐灵公二十年 晋悼公十一年 秦景公十五年 宋平公十四年 楚共王二十九年 卫献公十五年 陈哀公七年 蔡景侯三十年 曹成公十六年 郑简公四年 燕武公十二年 吴王寿梦二十四年 杞孝公五年 |

## 大事記
- 魯國三桓作三軍，三分公室而各有其一，是為「三分公室」。
- 楚共王率军攻打郑国，并派子囊向秦国求援，秦景公派右大夫詹率军救援，郑简公背弃与晋国的同盟，与楚国结盟。
- 楚国与郑国派兵攻打晋国的盟国宋国，晋国为救援宋国率领诸侯联军讨伐郑国。秦景公派庶长鲍、庶长武率兵救援郑国。庶长鲍先进入晋国国境，秦军与晋军在栎地（今山西省永济市西南）交战，晋军大败。
- 以未米羅達繼位為新巴比倫王國第三任君主。

## 逝世
- 尼布甲尼撒二世－新巴比倫王國第二任君主。